# America (film, 2018)
Pour les articles homonymes, voir America.
Pour plus de détails, voir Fiche technique et Distribution.
America est un documentaire français réalisé par Claus Drexel et sorti en 2018. Il a été nommé pour le César du Meilleur film documentaire 2019.

## Synopsis
Seligman (Arizona), en novembre 2016 : rencontre avec les habitants de cette petite localité de moins de 500 habitants alors que l'Amérique se prépare à élire un nouveau président. L'heure n'est plus au rêve, comme en témoigne le propos désabusé du fossoyeur : « Ce Donald Trump, il est ingérable. Et Hillary qui est en poste depuis plus de 30 ans, elle n'a rien réglé. Il n'y a pas de bon choix cette année ».

## Fiche technique
- Titre : America, sous-titré sur l'affiche Que reste-il du rêve américain ?
- Réalisation : Claus Drexel
- Photographie : Sylvain Leser
- Montage : Véronique Bruque
- Mixage : Anne Laure François
- Musique : Ibrahim Maalouf
- Production : Gloria Films, Arte France Cinéma
- Distribution : Diaphana Distribution
- Pays d'origine :  France
- Genre : documentaire
- Durée : 82 minutes
- Date de sortie : France - 14 mars 2018

## Distinction
- 2019 : nommé pour le César du meilleur film documentaire[1]